# Quercus engelmannii
Quercus engelmannii är en bokväxtart som beskrevs av Edward Lee Greene. Quercus engelmannii ingår i släktet ekar, och familjen bokväxter. IUCN kategoriserar arten globalt som sårbar. Inga underarter finns listade.

## Bildgalleri

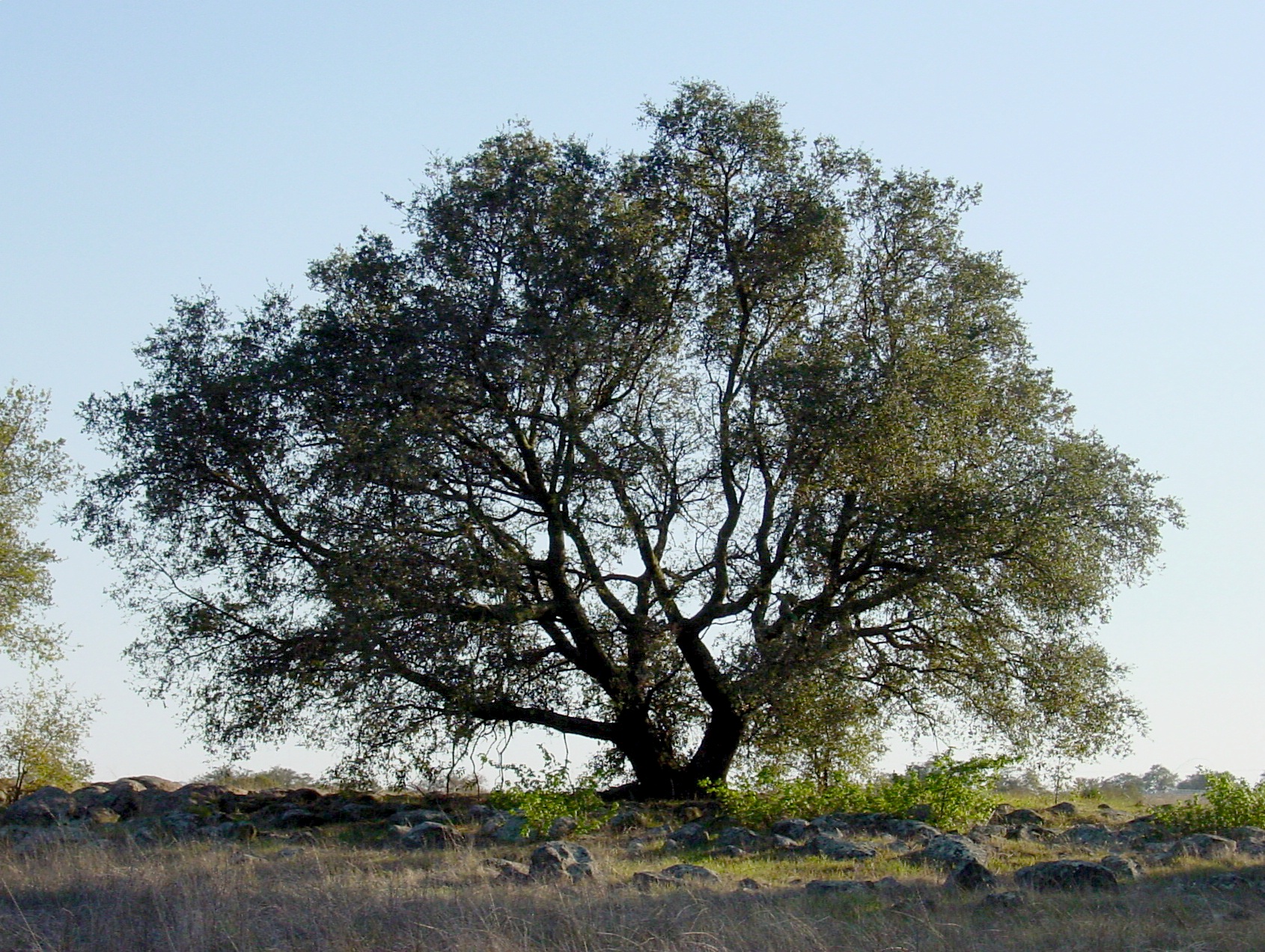
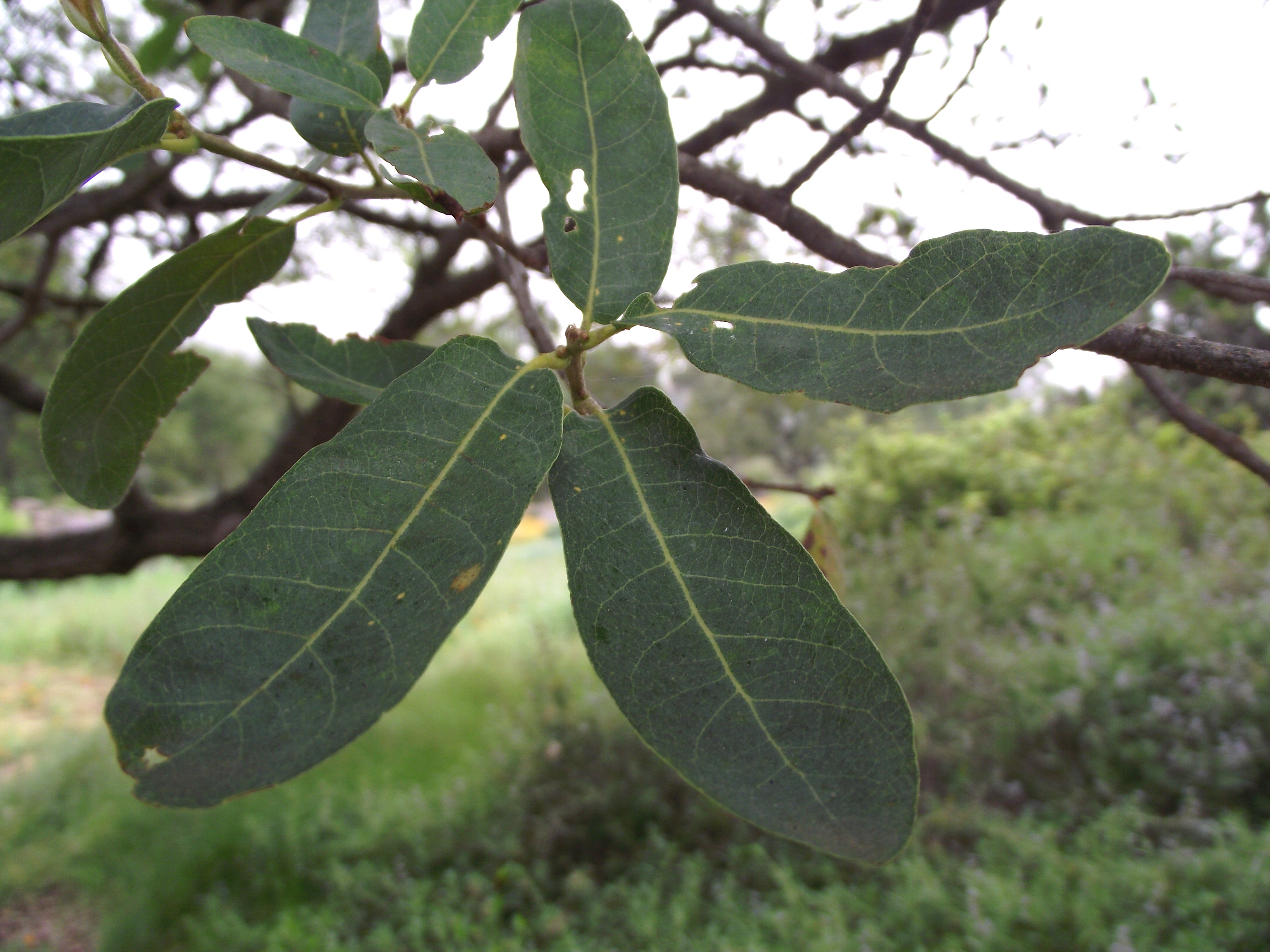
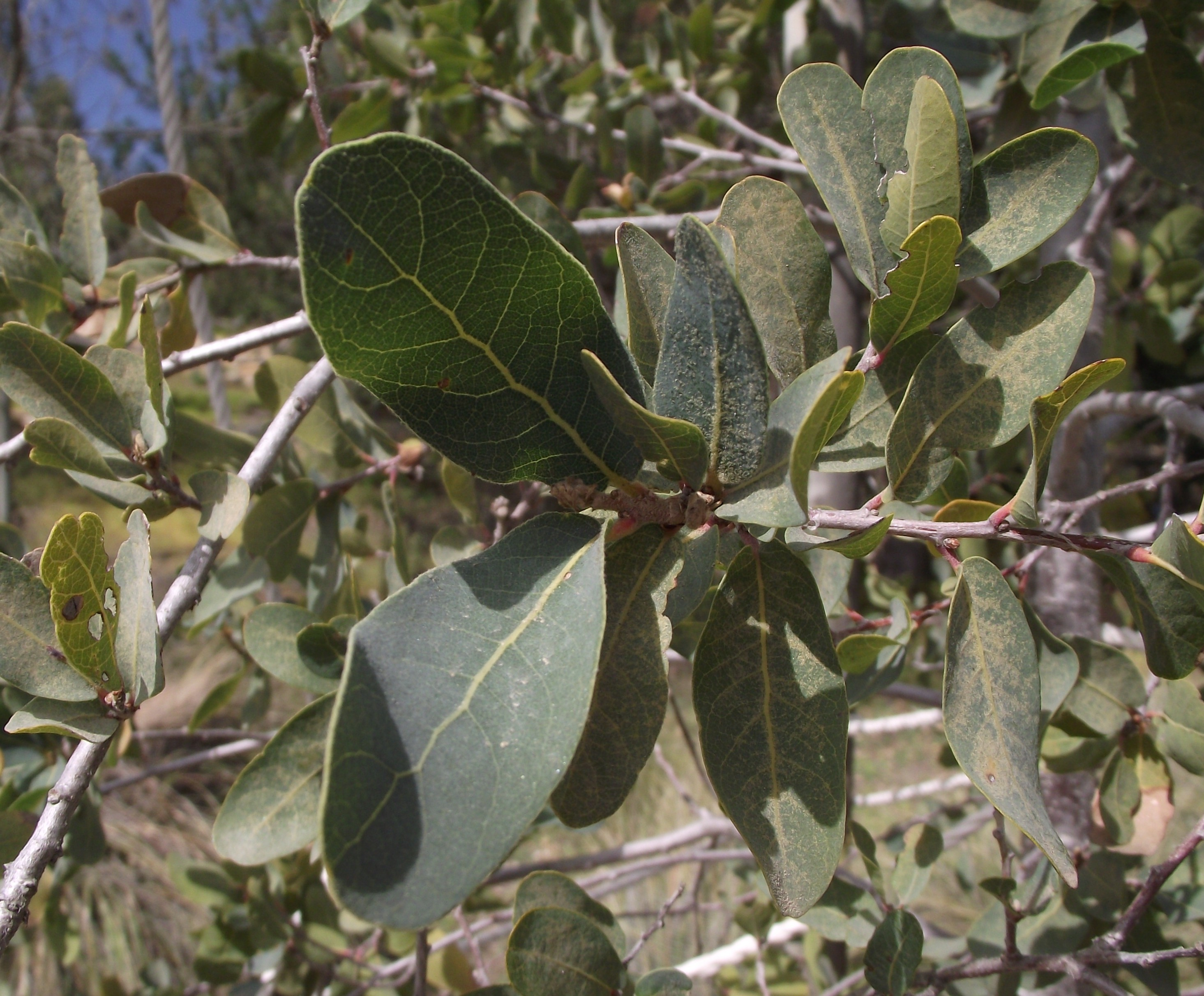
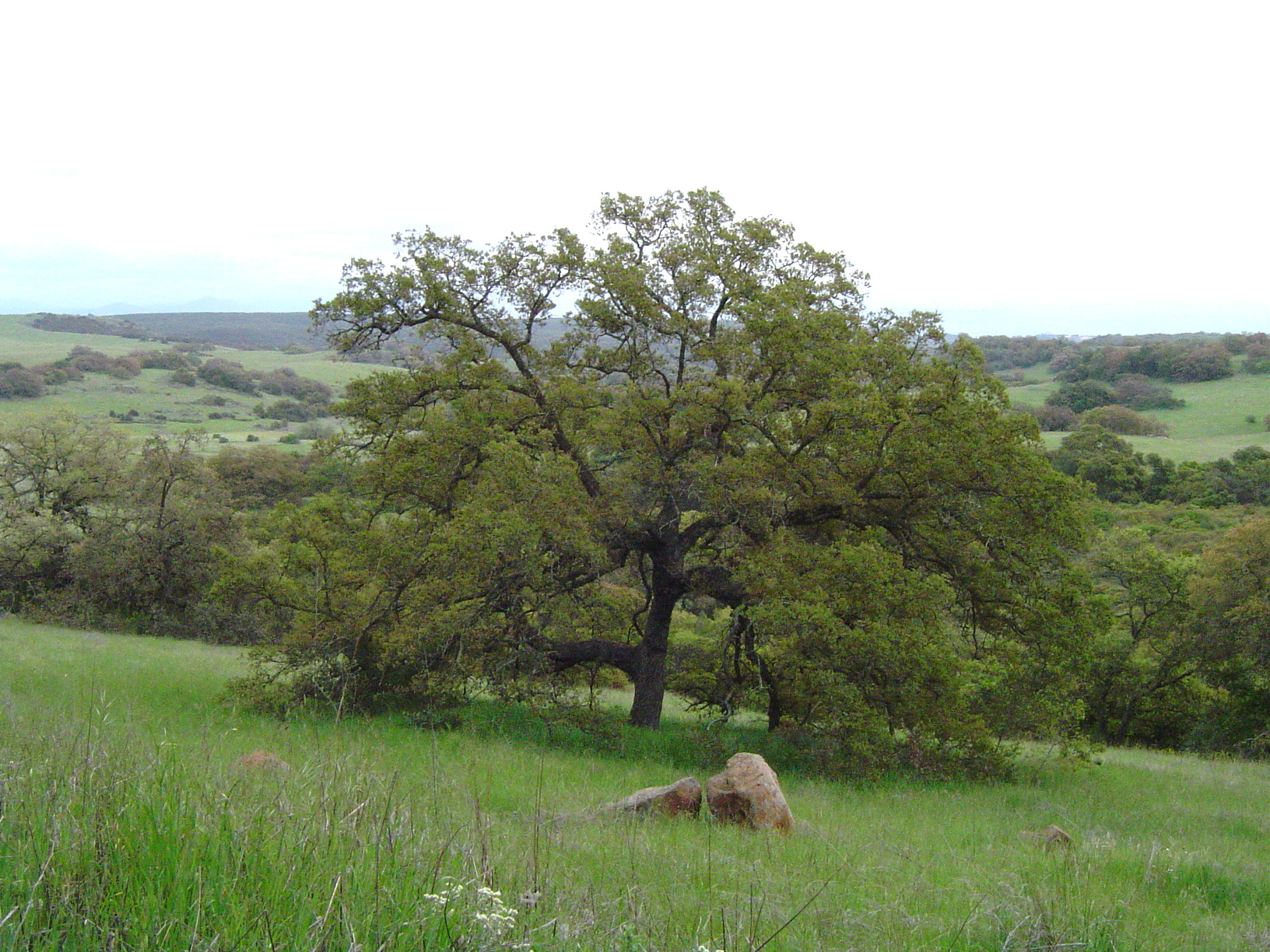
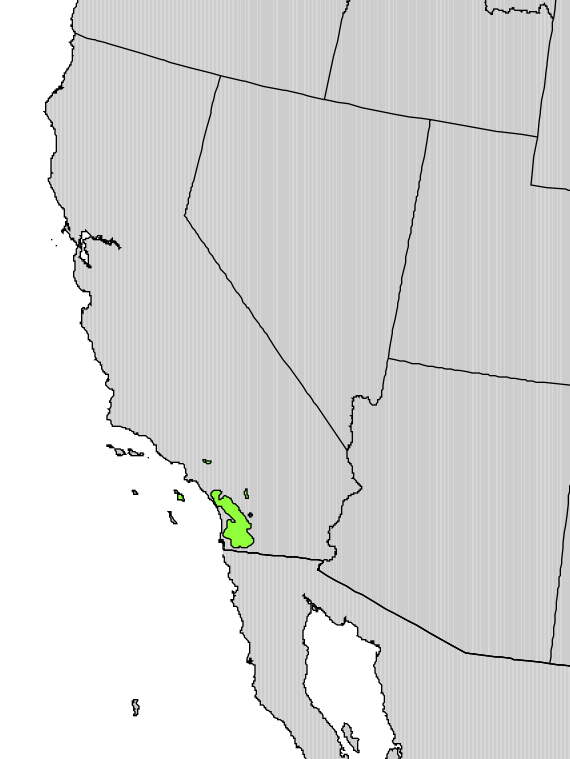